# Lady Bird (film, 2017)
Pour les articles homonymes, voir Ladybird.
Pour plus de détails, voir Fiche technique et Distribution.
Lady Bird est une comédie dramatique américaine écrite et réalisée par Greta Gerwig, sortie en 2017 aux États-Unis.
Se déroulant entre 2002 et 2003 à Sacramento, en Californie, le film relate le passage à l'âge adulte d'une lycéenne de la classe moyenne et sa relation tendue avec sa mère. La distribution comprend notamment Saoirse Ronan, Laurie Metcalf, Tracy Letts, Lucas Hedges, Timothée Chalamet, Beanie Feldstein, Stephen McKinley Henderson et Lois Smith.
Lady Bird est présenté en avant-première au Festival du film de Telluride le 1er septembre 2017 et sort aux États-Unis deux mois plus tard, le 3 novembre 2017. La presse a salué le scénario et la mise en scène de Greta Gerwig, ainsi que les performances de Saoirse Ronan et Laurie Metcalf. Il est considéré par de nombreux critiques comme l'un des meilleurs films de 2017 et l'un des meilleurs films des années 2010. Lors de la 90e cérémonie des Oscars, il obtient cinq nominations sans en remporter aucune : meilleur film, meilleure actrice pour Saoirse Ronan, meilleur second rôle féminin pour Laurie Metcalf, meilleur scénario original et meilleur réalisateur. Aux Golden Globes, le film remporte deux prix pour quatre nominations, ceux du meilleur film musical ou comédie et meilleure actrice dans un film musical ou une comédie pour Saoirse Ronan. Il est également nommé pour trois British Academy Film Awards.

## Synopsis
Durant l'automne 2002, Christine « Lady Bird » McPherson vit avec sa famille à Sacramento en Californie et fréquente le lycée catholique Immaculate Heart of Mary. À l'approche de ses 18 ans, elle cherche à s'émanciper d'une existence qui lui semble trop étroite et d'une ville qui lui déplaît. Elle aspire à fréquenter une université d'excellence dans « une ville culturelle » sur la côte Est. Sa famille a des difficultés financières et sa mère, Marion, lui dit régulièrement qu'elle est ingrate pour ce qu'elle a. Les critiques de Marion poussent Lady Bird à sauter d'une voiture en marche, se cassant ainsi le bras. Elle s'inscrit à un cours de théâtre avec sa meilleure amie Julianne « Julie » Steffans. Elle y rencontre son premier amour, Daniel « Danny » O'Neill, qui fréquente Xavier, l'école des garçons. Lady Bird déçoit sa mère en passant son dernier Thanksgiving avant la remise des diplômes chez la riche famille de Danny au lieu de la sienne. Après la première de Merrily We Roll Along, leur relation prend fin lorsque Lady Bird et Julie découvrent que Danny embrasse un autre garçon dans les toilettes d'un restaurant.
Sur les conseils de Marion, Lady Bird accepte un emploi dans un café. Elle y rencontre Kyle, un élève cool de l'école des garçons, et ils se lient d'amitié. Lady Bird abandonne Julie et laisse tomber les essais de la nouvelle pièce de théâtre pour se lier avec Jenna Walton, une fille populaire, avec laquelle elle vandalise la voiture d'une religieuse. Elle découvre que l'endroit le plus cool pour traîner, le « Deuce », est en fait un parking. Au fur et à mesure que Lady Bird se rapproche de Kyle et Jenna, elle délaisse progressivement Julie et abandonne complètement le programme de théâtre. Lady Bird console Danny un jour après qu'il a exprimé sa peur de faire son coming out, et ils redeviennent amis.
Lors d'une fête, Kyle et Lady Bird s'embrassent et Kyle affirme qu'il est vierge. Plus tard, Lady Bird perd sa virginité avec lui, mais il révèle qu'il a déjà eu des rapports sexuels avant elle. Cela bouleverse Lady Bird et l'incite à chercher du réconfort auprès de sa mère. Lorsque Lady Bird est suspendue de l'école pour avoir pris la parole lors d'une assemblée pro-vie, Jenna tente de lui rendre visite chez elle, mais découvre que Lady Bird a déclaré que la maison de la grand-mère de Danny était la sienne afin de l'impressionner. Lady Bird admet son mensonge et Jenna accepte de lui pardonner en raison de leur amitié mutuelle avec Kyle, bien que l'amitié entre Lady Bird et Jenna commence à devenir tendue et distante.
Lady Bird apprend que son père, Larry, est sans emploi et qu'il lutte contre la dépression depuis des années. Elle postule à des universités de la côte Est, malgré l'insistance de Marion qui affirme que la famille ne peut pas payer les frais d'inscription. Elle est aidée par son père, qui remplit les demandes d'aide financière à l'insu de Marion. Lady Bird est acceptée à l'Université de Californie à Davis, mais elle est déçue car elle trouve que c'est trop près de chez elle. Apprenant qu'elle est sur la liste d'attente pour une université de New York, elle ne partage pas la nouvelle avec sa mère, craignant sa réaction. Lady Bird se rend à son bal de fin d'année avec Kyle, Jenna et Jonah, le petit ami de Jenna, mais les trois autres décident d'aller à une fête à la maison. Lady Bird est d'abord d'accord, puis change d'avis et prend la parole pour dire qu'elle veut vraiment aller au bal. Lady Bird leur demande de la déposer à l'appartement de Julie, où elle et Julie renouent leur amitié et vont au bal ensemble.
Après la remise des diplômes, Danny révèle accidentellement à Marion la place de Lady Bird sur la liste d'attente, et celle-ci ne parle plus à sa fille pendant tout l'été. Le jour de son dix-huitième anniversaire, le père de Lady Bird partage un cupcake avec elle, et elle achète un paquet de cigarettes, un ticket à gratter et un numéro de Playgirl pour fêter son entrée dans l'âge adulte. Lady Bird apprend qu'elle a été acceptée dans une école à New York et qu'elle peut payer les frais de scolarité grâce à une aide financière et celle de son père. Ses parents l'emmènent à l'aéroport, mais Marion refuse d'entrer pour leur dire au revoir. Elle se met à pleurer en quittant l'aéroport et revient en voiture, pour découvrir que Lady Bird a déjà passé la sécurité. Elle pleure dans les bras de son mari, qui la console en lui disant que Lady Bird « reviendra ».
Arrivée à New York, Lady Bird trouve dans ses bagages plusieurs lettres écrites par sa mère et jetées à l'origine, mais secrètement recueillies et transmises par son père. Elle recommence à utiliser son prénom et est hospitalisée après avoir beaucoup bu lors d'une fête. En quittant l'hôpital, elle se rend à un service religieux presbytérien et est émue aux larmes. Elle appelle chez elle et laisse un message vocal d'excuses à sa mère, la remerciant pour tout ce qu'elle a fait pour elle.

## Fiche technique
Sauf indication contraire, les informations mentionnées dans cette section peuvent être confirmées par la base de données cinématographiques IMDb,  présente dans la section « Liens externes ».
- Titre original et français : Lady Bird
- Réalisation et scénario : Greta Gerwig
- Musique : Jon Brion
- Décors : Chris Jones
- Costumes : April Napier
- Photographie : Sam Levy
- Montage : Nick Houy
- Production : Scott Rudin, Eli Bush et Evelyn O'Neil (producteurs), Lila Yacoub (productrice déléguée), Jason Sack et Alex Scott (coproducteurs)
- Sociétés de production : Scott Rudin Productions, Management 360 et IAC Films
- Sociétés de distribution : A24 (États-Unis), Universal Pictures International France (France)
- Budget de production : 10 millions de dollars
- Pays de production :  États-Unis
- Langue : anglais
- Format : couleur — 1.85 : 1 — son DTS Dolby Digital
- Genre : comédie dramatique, teen movie
- Durée : 93 minutes
- Dates de sortie :
  - États-Unis : 1er septembre 2017 (Festival du film de Telluride) ; 3 novembre 2017 (sortie nationale)
  - France : 28 février 2018

## Distribution
- Saoirse Ronan (VFB : Sarah Brahy ; VQ : Laetitia Isambert-Denis) : Christine « Lady Bird »[N 2] McPherson
- Laurie Metcalf (VFB : Perrine Delers ; VQ : Chantal Baril) : Marion McPherson
- Tracy Letts (VFB : Daniel Nicodème ; VQ : Pierre Auger) : Larry McPherson
- Lucas Hedges (VFB : Bruno Borsu ; VQ : Kevin Houle) : Danny O'Neill
- Timothée Chalamet (VFB : Django Schrevens ; VQ : Nicolas Bacon) : Kyle
- Beanie Feldstein (VFB : Sophie Frison ; VQ : Aurélie Morgane) : Julie Steffans
- Lois Smith (VFB : Léonce Wapelhorst ; VQ : Béatrice Picard) : Sœur Sarah Joan
- Stephen McKinley Henderson (VFB : Martin Spinhayer ; VQ : Widemir Normil) : Père Leviatch
- Odeya Rush (VFB : Chloé Dermont ; VQ : Sarah-Jeanne Labrosse) : Jenna Walton
- Jordan Rodrigues (VFB : Antoni Lo Presti ; VQ : Nicholas Savard L'Herbier) : Miguel McPherson
- Marielle Scott (VFB : Mélissa Windal ; VQ : Eve Mangin) : Shelly Yuhan
- Jake McDorman (VFB : Marc Weiss ; VQ : Jean-François Beaupré) : M. Bruno
- John Karna (VFB : Grégory Praet ; VQ : Gabriel Lessard) : Greg Anrue
- Bayne Gibby (VF : Ethel Houbiers) : Casey Kelly
- Laura Marano (VFB : Audrey Devos) : Diana Glass
- Andy Buckley : Oncle Matthew

 Source et légende : version québécoise (VQ) sur Doublage.qc.ca.

## Production

### Genèse et développement

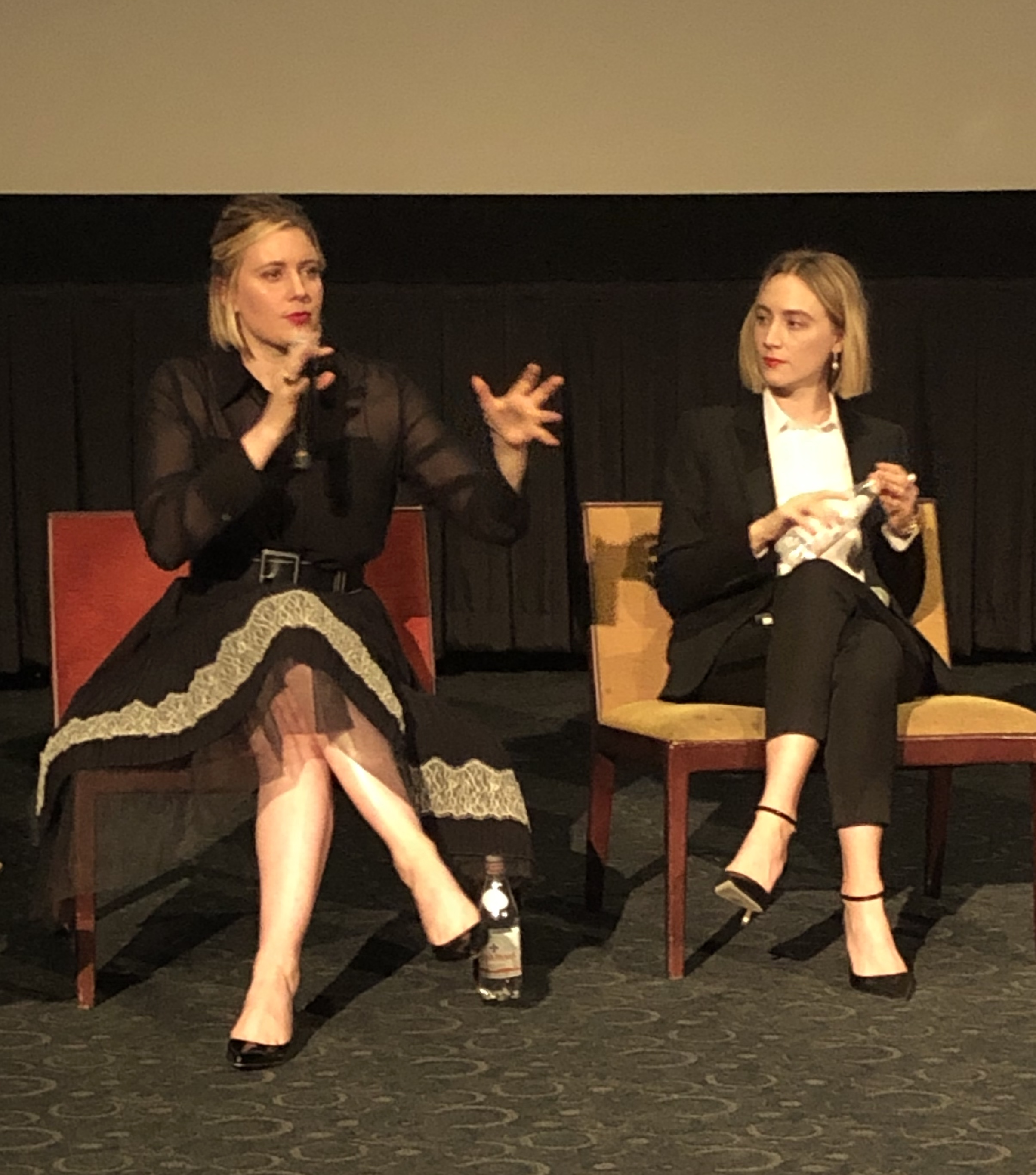
Greta Gerwig et Saoirse Ronan lors d'une projection des Filles du docteur March en 2019.

Greta Gerwig passe plusieurs années à écrire Lady Bird de façon ponctuelle, rarement continue. L'écriture du scénario de Lady Bird naît de l'amour que porte Gerwig à la ville de Sacramento où elle a grandi. Elle souhaite mettre en avant cette ville qui dégage selon elle « une certaine modestie et une vraie intégrité ». Elle décrit le processus d'écriture du scénario comme « le jaillissement inconscient d'une source au fond de soi qu’on pressent sans vraiment connaître ». Le surnom de Lady Bird lui vient ainsi de façon spontanée. Bien que Lady Bird ait été décrit comme « semi-autobiographique »,, elle affirme que « rien dans le film n'est littéralement arrivé dans ma vie, mais il y a des éléments qui résonnent avec ce que je connais »,.
Gerwig situe l'action du film en 2002, à la fois pour éviter de filmer les smartphones, devenus omniprésents dans la vie des adolescents, mais aussi pour aborder les conséquences des attentats du 11 septembre 2001 sur la classe moyenne et dépeindre le début d'une nouvelle époque. Le scénario initial dépasse les 350 pages et s'intitule Mères et filles (Mothers and Daughters). Bien que Gerwig admette qu'il n'est pas exactement « cohérent d'un point de vue narratif », ce scénario lui permet de cerner les meilleurs éléments de l'histoire. Selon elle, « c'était comme 350 pages de trucs, qu'ensuite j'ai en quelque sorte examiné afin de déterminer ce qui me semblait être le cœur de l'histoire »,.
Cette première version du scénario nécessite quelques retouches. Il faut plusieurs années à Gerwig pour couper environ 200 pages du scénario et changer son titre en Lady Bird. Ce n'est qu'une fois le scénario terminé que Gerwig comprend qu'elle va le mettre en scène, ce qu'elle n'envisageait pas faire jusque-là. Elle remet ensuite le script à son manager, Evelyn O'Neill, en lui demandant si elle accepterait de le produire, malgré le fait qu'elle n'ait produit aucun film. Celle-ci accepte, expliquant avoir aussi peu d'expérience en production que Gerwig en réalisation. En 2015, Gerwig et son équipe obtiennent un financement d'IAC Films, qui produit le film aux côtés de Scott Rudin Productions. Lady Bird est le premier long-métrage de Greta Gerwig en tant que cinéaste indépendante ; en 2008, elle a coécrit et coréalisé Nights and Weekends avec Joe Swanberg.

### Attribution des rôles
En septembre 2015, Greta Gerwig rencontre Saoirse Ronan au Festival international du film de Toronto, où elles font respectivement la promotion des films Maggie a un plan (Maggie's Plan) et Brooklyn. Les deux femmes lisent le scénario à voix haute dans une chambre d'hôtel, avec Saoirse Ronan dans le rôle de Lady Bird,. La cinéaste comprend dès la deuxième page que Saoirse Ronan est le bon choix pour le rôle-titre, : « Cette lecture a donné un résultat tellement différent de ce que j’avais imaginé — et tellement supérieur aussi ! Elle était déterminée, drôle, bouleversante, et son jeu était à la fois universel et précis ». En janvier 2016, soit quelques mois plus tard, Saoirse Ronan fait officiellement partie du casting.
Après avoir vu le film Manchester by the Sea au festival du film de Sundance, Greta Gerwig propose à Lucas Hedges de jouer dans Lady Bird, lui présentant les rôles de Danny et Kyle, deux petits amis de l'héroïne. Il choisit le rôle de Danny, dont il se sent « plus proche »,, ce que Gerwig avait escompté. Quant à Laurie Metcalf, elle est choisie après que Gerwig a observé son travail au théâtre; le reste de la distribution — dont Tracy Letts, Timothée Chalamet, Beanie Feldstein, John Karna et Jordan Rodrigues — est annoncé en septembre 2016,,.

### Tournage
Le tournage doit initialement commencer en mars 2016, mais est reporté au mois d'août en raison de l'engagement de Saoirse Ronan pour une représentation des Sorcières de Salem (The Crucible) d'Arthur Miller. Le tournage commence finalement le 30 août 2016 à Sacramento, en Californie, pour une semaine. Cinq semaines sont passées sur place à Los Angeles, avec un tournage supplémentaire à New York, et le tournage s'achève le 1er octobre 2016.
Pour préparer les acteurs et l'équipe technique du film, Greta Gerwig leur confie ses anciens annuaires de lycée, des photos, des journaux intimes, ainsi que des écrits de l'écrivaine Joan Didion,. Elle leur fait également visiter sa ville natale, Sacramento. Certains membres de l'équipe de production connaissent des difficultés à recréer 2002, année où se déroule le film. La chef costumière April Napier peine ainsi à trouver des vêtements du début des années 2000, car « c'était l'ère de la mode jetable »,,. Le chef décorateur Chris Jones récupère quant à lui des téléphones à clapet et des ordinateurs de bureau Dell,.

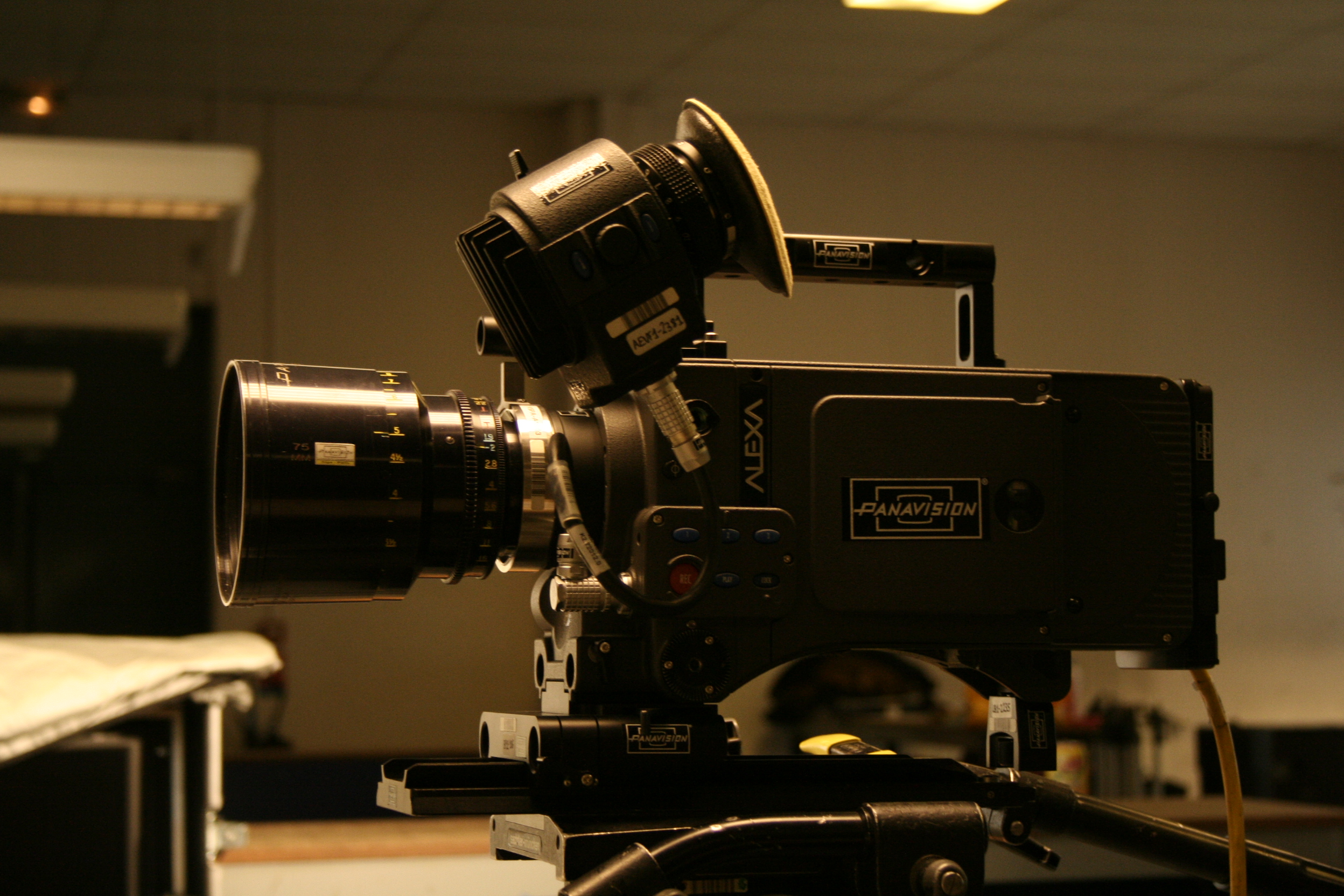
Lady Bird est tourné avec une Arri Alexa Mini.

Gerwig explique au directeur de la photographie Sam Levy que son ambition est que le film ressemble « à un souvenir », et qu'elle souhaite offrir un pendant féminin à des histoires comme Les Quatre Cents Coups et Boyhood. Gerwig compte initialement tourner le film sur une pellicule Super 16, mais en raison de contraintes budgétaires, le film est finalement tourné avec l'Arri Alexa Mini. Durant le tournage, Gerwig a recours à une technique qu'elle a apprise de la réalisatrice Rebecca Miller avec qui elle a collaboré sur Maggie a un plan. Chaque jour, elle arrive une heure avant tout le monde afin de mettre les acteurs et l'équipe à l'aise en sachant exactement comment la journée va se dérouler. Elle interdit également les téléphones portables sur le plateau, une pratique empruntée à son conjoint, le cinéaste Noah Baumbach.
Pour le rôle de Lady Bird, Saoirse Ronan se teint les cheveux en rouge et ne porte pas de maquillage pour cacher son acné. Il s'agit pour elle d'« une très bonne occasion de laisser le visage d'une adolescente dans un film ressembler au visage d'une adolescente dans la vraie vie »,. Pour réussir à interpréter une adolescente américaine, l'actrice irlandaise s'inspire des séries télévisées américaines Sauvés par le gong (Saved by the Bell) et Sabrina, l'apprentie sorcière (Sabrina, the Teenage Witch) qu'elle a regardées durant son enfance,. La scène de dispute entre Lady Bird et sa mère dans la voiture, qui ouvre le film, est tournée lors de la dernière semaine de tournage. Les deux actrices, Saoirse Ronan et Laurie Metcalf, « connaissaient [à ce moment-là du tournage] le rythme et l’énergie propres à chacune », permettant au spectateur de sentir « que ces disputes se déroulent entre deux personnes très proches », selon Gerwig.

### Style visuel
Visuellement, Lady Bird se distingue par ses couleurs chaudes, peu réalistes, utilisées pour évoquer la nostalgie et le passé. L'ambition de Gerwig est que le film ressemble à un souvenir sans pour autant recourir à des tons sépia ou au vignettage, devenus clichés. Avec son chef opérateur Sam Levy, elle opte pour une esthétique proche des photocopies Xerox du début des années 2000, recherchant une image à la fois vieille et dynamique. Une de leurs intentions est de créer une distance avec le film en faisant ressentir la présence du cadre et de la mise en scène, mais sans pour autant enjoliver la réalité de Sacramento et distraire le spectateur,.
Ils s'inspirent également d'œuvres du début du siècle, notamment des photographies de Lise Sarfati et des peintures de Wayne Thiebaud,. Les portraits de jeunes femmes de Lise Sarfati, à la fois sobres et esthétiques, servent d'inspiration visuelle pour Lady Bird. Wayne Thiebaud est quant à lui un artiste qui, pour Greta Gerwig, a su « saisir les couleurs, la topographie sans relief et la beauté propres au nord de la Californie ». Gerwig est influencée par son usage de teintes pastel, qu'elle juge puissant.
Pour mettre en images la vision de Gerwig, le chef opérateur Sam Levy utilise au cours du tournage une combinaison de vieux objectifs Panavision permettant d'exploiter le grain de l'image existant dans la caméra numérique Arri Alexa. Le résultat est une image à la fois artisanale et numérique, que Gerwig décrit comme « saturée, presque peinte mais avec une couche en moins […] comme un souvenir »,. Enfin, ils collaborent avec l'étalonneur Alex Bickel pour parvenir à obtenir le style qu'ils cherchent.
La mise en scène, intentionnellement peu spectaculaire,, se caractérise quant à elle par des plans très cadrés et composés, à l'opposé de la caméra à l’épaule. La caméra ne se déplace que pour suivre les personnages, pour donner l'impression au spectateur d'évoluer avec eux. Pour les mouvements de caméra, Gerwig et son chef opérateur privilégient l'usage d'une Dolly plutôt que d'un Steadicam.

### Postproduction
Greta Gerwig passe environ trente semaines à monter le film avec Nick Houy. Ce chef monteur lui a été recommandé par Jen Lame, monteuse de Frances Ha et de Mistress America, entre autres.
Si la plupart des scènes présentes dans le scénario sont dans le film, d'autres sont coupées au cours du montage. Ainsi, la scène d'adieu entre Lady Bird et Julie est supprimée, Gerwig considérant qu'elles se sont déjà dit au revoir à ce moment du récit. De même, la scène du discours de campagne que prononce Lady Bird quand elle se présente aux élections du BDE est coupée car elle ne colle pas avec le reste du film.
Pendant la postproduction, le bruit numérique est accentué pour créer l'effet d'une copie d'une photographie. Le montage se termine environ deux semaines avant la première du film au festival du film de Telluride le 1er septembre 2017.

### Bande originale
Pour Lady Bird, Greta Gerwig souhaite une partition mélodique et structurée, et qu'elle soit au premier plan. Elle fait appel au compositeur Jon Brion, pour qui elle a une grande admiration,. Dès leur première rencontre, il joue une maquette de ce devient par la suite le thème principal du film,.
Il compose la musique pas à pas, en visionnant des images du film et en discutant avec Gerwig. Il a la particularité de travailler la nuit, se mettant au travail vers 22 heures et s'arrêtant vers 6 heures du matin. Pour ajouter de l'émotion, il privilégie l'usage des bois au détriment des cordes,.
Constituée de vingt-trois morceaux, la bande originale de Jon Brion sort en téléchargement le 17 novembre 2017 dans l'album Lady Bird (Original Motion Picture Soundtrack).
| Liste des morceaux | Liste des morceaux         | Liste des morceaux | Liste des morceaux | Liste des morceaux | Liste des morceaux | Liste des morceaux | Liste des morceaux | Liste des morceaux | Liste des morceaux |
| No                 | Titre                      | Durée              |                    |                    |                    |                    |                    |                    |                    |
| ------------------ | -------------------------- | ------------------ | ------------------ | ------------------ | ------------------ | ------------------ | ------------------ | ------------------ | ------------------ |
| 1.                 | Title Credits              | 1:47               |                    |                    |                    |                    |                    |                    |                    |
| 2.                 | Sign Up                    | 0:49               |                    |                    |                    |                    |                    |                    |                    |
| 3.                 | Drive Home                 | 0:42               |                    |                    |                    |                    |                    |                    |                    |
| 4.                 | Lb / Danny                 | 0:16               |                    |                    |                    |                    |                    |                    |                    |
| 5.                 | Pick Up                    | 0:31               |                    |                    |                    |                    |                    |                    |                    |
| 6.                 | Lady Bird Kiss             | 1:45               |                    |                    |                    |                    |                    |                    |                    |
| 7.                 | Rose Garden                | 1:42               |                    |                    |                    |                    |                    |                    |                    |
| 8.                 | Lb Steals Math Grade Book  | 0:24               |                    |                    |                    |                    |                    |                    |                    |
| 9.                 | Thanksgiving in Sacramento | 0:51               |                    |                    |                    |                    |                    |                    |                    |
| 10.                | Coffee Shop                | 0:34               |                    |                    |                    |                    |                    |                    |                    |
| 11.                | Hope                       | 0:49               |                    |                    |                    |                    |                    |                    |                    |
| 12.                | More Hope                  | 1:41               |                    |                    |                    |                    |                    |                    |                    |
| 13.                | Consolation                | 1:18               |                    |                    |                    |                    |                    |                    |                    |
| 14.                | Hope Against Hope          | 1:09               |                    |                    |                    |                    |                    |                    |                    |
| 15.                | Model Homes                | 0:45               |                    |                    |                    |                    |                    |                    |                    |
| 16.                | Maybe                      | 0:35               |                    |                    |                    |                    |                    |                    |                    |
| 17.                | Looking Forward            | 0:25               |                    |                    |                    |                    |                    |                    |                    |
| 18.                | Summer in Sacramento       | 1:18               |                    |                    |                    |                    |                    |                    |                    |
| 19.                | Packing Up                 | 1:16               |                    |                    |                    |                    |                    |                    |                    |
| 20.                | Leaving                    | 1:22               |                    |                    |                    |                    |                    |                    |                    |
| 21.                | Hope?                      | 0:40               |                    |                    |                    |                    |                    |                    |                    |
| 22.                | Reconcile                  | 1:24               |                    |                    |                    |                    |                    |                    |                    |
| 23.                | Lady Bird                  | 5:10               |                    |                    |                    |                    |                    |                    |                    |
| 27:24              |                            |                    |                    |                    |                    |                    |                    |                    |                    |

En parallèle des compositions originales de Jon Brion, Lady Bird comprend plusieurs chansons déjà existantes datant des années 1990 et 2000. On peut ainsi entendre Hand in My Pocket d'Alanis Morissette lorsque le père de Lady Bird la dépose à l'école, Cry Me a River de Justin Timberlake durant la fête de Jenna ou encore Crash Into Me de Dave Matthews Band pendant le trajet de la voiture vers le bal.
Ces chansons sont réunies dans un autre album, Lady Bird - Soundtrack from the Motion Picture, sorti le 12 janvier 2018.
| Liste des morceaux | Liste des morceaux                                                    | Liste des morceaux                      | Liste des morceaux | Liste des morceaux | Liste des morceaux | Liste des morceaux | Liste des morceaux | Liste des morceaux | Liste des morceaux |
| No                 | Titre                                                                 | Interprète                              | Durée              |                    |                    |                    |                    |                    |                    |
| ------------------ | --------------------------------------------------------------------- | --------------------------------------- | ------------------ | ------------------ | ------------------ | ------------------ | ------------------ | ------------------ | ------------------ |
| 1.                 | Prayer of St. Francis (From St. Francis Hymn) (dialogue)              | Beanie Feldstein                        | 0:20               |                    |                    |                    |                    |                    |                    |
| 2.                 | Hand in My Pocket                                                     | Alanis Morissette                       | 3:38               |                    |                    |                    |                    |                    |                    |
| 3.                 | Little of Your Love                                                   | Haim                                    | 3:32               |                    |                    |                    |                    |                    |                    |
| 4.                 | Panis Angelicus                                                       | Adolf Fredrik Girls Choir               | 3:33               |                    |                    |                    |                    |                    |                    |
| 5.                 | ‘It's given to me - by me' (dialogue)                                 | Saoirse Ronan                           | 0:09               |                    |                    |                    |                    |                    |                    |
| 6.                 | Days of Steam                                                         | John Cale                               | 1:58               |                    |                    |                    |                    |                    |                    |
| 7.                 | As We Go Along                                                        | The Monkees                             | 1:58               |                    |                    |                    |                    |                    |                    |
| 8.                 | ‘Center of Attention' (dialogue)                                      | Beanie Feldstein                        | 0:04               |                    |                    |                    |                    |                    |                    |
| 9.                 | Overture                                                              | Paul Gemignani                          | 3:52               |                    |                    |                    |                    |                    |                    |
| 10.                | Crash into Me                                                         | Dave Matthews Band                      | 5:13               |                    |                    |                    |                    |                    |                    |
| 11.                | Happy Birthday                                                        | Altered Images                          | 2:58               |                    |                    |                    |                    |                    |                    |
| 12.                | ‘City College' (dialogue)                                             | Laurie Metcalf                          | 0:10               |                    |                    |                    |                    |                    |                    |
| 13.                | Snoop Dog, Baby                                                       | Reel Big Fish                           | 3:25               |                    |                    |                    |                    |                    |                    |
| 14.                | Always See Your Face                                                  | Love                                    | 3:19               |                    |                    |                    |                    |                    |                    |
| 15.                | The Nutcracker Ballet, Op. 71: No. 13. Waltz of the Flowers (Excerpt) | Leonard Slatkin                         | 2:09               |                    |                    |                    |                    |                    |                    |
| 16.                | This Eve of Parting                                                   | John Hartford                           | 2:32               |                    |                    |                    |                    |                    |                    |
| 17.                | ‘Wrong Side of the Tracks' (dialogue)                                 | Lucas Hedges                            | 0:13               |                    |                    |                    |                    |                    |                    |
| 18.                | Little Plastic Castle                                                 | Ani DiFranco                            | 4:03               |                    |                    |                    |                    |                    |                    |
| 19.                | Tha Crossroads                                                        | Bone Thugs-N-Harmony                    | 3:43               |                    |                    |                    |                    |                    |                    |
| 20.                | Rosa Mystica                                                          | The University Of Notre Dame Folk Choir | 3:57               |                    |                    |                    |                    |                    |                    |
| 21.                | ‘Let's Just Sit' (dialogue)                                           | Laurie Metcalf                          | 0:13               |                    |                    |                    |                    |                    |                    |
| 52:53              |                                                                       |                                         |                    |                    |                    |                    |                    |                    |                    |

## Accueil

### Sortie au cinéma
En juillet 2017, A24 acquiert les droits de distribution du film dans le monde entier. Lady Bird est présenté en première mondiale au festival du film de Telluride le 1er septembre 2017, puis est projeté au Festival international du film de Toronto le 8 septembre 2017 et au Festival du film de New York le 8 octobre 2017. En septembre 2017, Universal Pictures reprend les droits de distribution dans tous les territoires à l'exception de l’Amérique du Nord, où la distribution du film est assurée par A24. Lady Bird sort en salles aux États-Unis le 3 novembre 2017, au Royaume-Uni le 16 février 2018 et en Irlande le 23 février 2018.

### Accueil critique
Lady Bird est très bien accueilli par la critique, qui salue son scénario, sa réalisation ainsi que les performances de Saoirse Ronan et Laurie Metcalf,. Sur Rotten Tomatoes, le film a actuellement un taux d'approbation de 99% sur la base de 394 critiques, avec une note moyenne de 8,7⁄10. Le consensus critique du site indique que « Lady Bird offre un regard neuf sur les bouleversements de l'adolescence et révèle le talent de la scénariste-réalisatrice Greta Gerwig »,. Le 27 novembre 2017, il devient le film le plus évalué de tous les temps à rester au niveau de 100 % sur le site avec 164 critiques positives, battant le précédent détenteur du record, Toy Story 2, qui compte alors 163 critiques positives. Lady Bird reste à ce niveau jusqu'à la 196e critique, celle du critique Cole Smithey, qui est négative,. Le critique admet par la suite avoir volontairement abaissé le score de Rotten Tomatoes car il le trouvait trop élevé. Sur Metacritic, le film a une note moyenne pondérée de 94 sur 100, basée sur 50 critiques, ce qui indique une « acclamation universelle ».

#### Dans la presse anglophone
Anthony Oliver Scott du New York Times salue le film, le trouvant « exceptionnellement bien écrit, rempli de dialogues et de disputes percutantes. Chaque réplique semble avoir été dite par une vraie personne, ce qui signifie que le film est également remarquablement interprété »,. Pour Todd McCarthy du Hollywood Reporter, Lady Bird est « de taille modeste mais créativement ambitieux », faisant l'éloge de Saoirse Ronan, qui, selon lui, « semble s'améliorer sans cesse »,. Les prestations de Saoirse Ronan et Laurie Metcalf sont également saluées par Mick LaSalle du San Francisco Chronicle, qui trouve le film magnifique, chaleureux et inspiré.
Ann Hornaday, du Washington Post, décrit Lady Bird comme un « triomphe de style, de sensibilité et d'esprit », saluant la performance de Saoirse Ronan et la réalisation de Gerwig. Peter Travers du magazine Rolling Stone, attribue au film 3,5 étoiles sur quatre, le jugeant « tout simplement irrésistible »,. Il fait l'éloge de l'intrigue et de la narration du film, ainsi que de sa mise en scène, qu'il qualifie de « véritable triomphe »,. Le critique salue aussi les performances de Ronan et Metcalf, qu'il qualifie de « dignes d'un Oscar »,. Enfin, il considère Lady Bird comme un des meilleurs films de l'année 2017. Richard Roeper, du Chicago Sun-Times, qualifie le film d'« unique, original, frais et merveilleux » et d'« attrayant », tout en louant les performances de Laurie Metcalf et de Tracy Letts : « Il n'y a pas de niveau d'interprétation plus élevé que celui que [Metcalf] et [Letts] atteignent dans ce film. C'est à cela que ressemble la grandeur »,. Pour Alonso Duralde de The Wrap, « Gerwig actrice pivote habilement entre le loufoque et le poignant, il n'est donc pas surprenant que Gerwig cinéaste équilibre aussi délicatement l'hilarité et le déchirement »,. Jim Vorel du magazine Paste estime que Lady Bird dépeint une relation maternelle abusive et que le comportement de Marion, la mère de Lady Bird, présente des similitudes avec celui des personnes atteintes de troubles de la personnalité borderline.

#### En France
L'accueil critique en France est très positif : le site Allociné recense une moyenne des critiques presse de 3,8⁄5, et des critiques spectateurs à 3,7⁄5.
Pour Cécile Mury de Télérama, Greta Gerwig « réussit l'exploit d’être très singulière, tout en exprimant une crise de croissance universelle ». Elle fait l'éloge des dialogues du film, qu'elle juge « malins, inspirés, jamais trop écrits », et trouve que « ce récit d’apprentissage est si habité, si bien ancré dans son contexte, son milieu, son époque, qu’il dépasse le simple portrait féminin pour devenir un grand et beau film choral ». Jacques Mandelbaum du Monde est également conquis par Lady Bird, bien qu'il n'égale pas selon lui Les Quatre Cents Coups de François Truffaut et Deep End de Jerzy Skolimowski qu'il considère comme les meilleurs films de récit initiatique. Il salue la justesse du récit ainsi que la délicatesse de la mise en scène de Gerwig. Il apprécie également la vivacité du film, qui « traite les bonheurs et les malheurs sur un pied d’égalité » pour mieux exprimer « la danse incertaine, fébrile, rayonnante et étrange de l’adolescence ».
Moins enthousiaste, Geoffrey Crété d'Écran Large évoque un teen movie sans ambition aux mésaventures calibrées et prévisibles. Il soutient que « Lady Bird est […] trop scolaire pour véritablement emporter et dépasser le cadre très restreint du genre ». Bien qu'il ne soit pas convaincu par ce qu'il considère être les caractéristiques de la coming of age story, il reconnaît à Gerwig « une sensibilité et une finesse certaines ». Il salue également la performance de Saoirse Ronan et de façon plus large le « casting excellent jusque dans les très beaux seconds rôles » qui confère au film « un cœur rayonnant qui en camoufle les faiblesses ». Mitigées, Les Fiches du cinéma évoquent « une chronique douce-amère dont le charme ne suffit pas, hélas, à masquer le manque d'envergure ».

### Box-office
Lady Bird rapporte environ 50 millions de dollars aux États-Unis et Canada et 30 millions dans le reste du monde, portant le total à près de 80 millions, pour un budget de 10 millions.
Le film débute au cinéma dans quatre salles aux États-Unis, où il rapporte 364 437 $ pour une moyenne de 91 109 $ par salle, soit la deuxième meilleure moyenne de 2017 et la meilleure jamais enregistrée pour un film réalisé par une femme. Lors de la deuxième semaine, la diffusion du film est étendue à 37 salles et rapporte 1,2 million de dollars, terminant dixième au box-office. La semaine suivante, le film sort dans 201 salles de plus et rapporte 2,5 millions de dollars, se classant à la huitième place du box-office.
Lady Bird sort officiellement en salles le 24 novembre, dans 724 cinémas, et rapporte 4 millions de dollars pendant le week-end (5,4 millions de dollars pendant les cinq jours de Thanksgiving), se classant à la onzième place. Lady Bird devient le film le plus rentable d'A24 aux États-Unis, devant Moonlight, qui a rapporté 27,9 millions de dollars sur le sol américain. Le week-end du 27 janvier 2018, après l'annonce des cinq nominations du film aux Oscars du cinéma, il rapporte 1,9 million de dollars, soit une augmentation par rapport aux 1,1 million de dollars de la semaine précédente.
Au total, Lady Bird reste 22 semaines au cinéma aux États-Unis et au Canada et 11 semaines en France, où il réalise environ 300 000 entrées,.
| Pays ou région      | Box-office      | Date d'arrêt du box-office | Nombre de semaines |
| ------------------- | --------------- | -------------------------- | ------------------ |
| États-Unis / Canada | 48 958 273 $    | 5 avril 2018               | 22                 |
| France              | 305 698 entrées | 11 mai 2018                | 11                 |
| Total mondial       | 78 965 611 $    | 2 octobre 2018             | -                  |

### Distinctions
Lady Bird reçoit de nombreux prix et nominations. Lors de la 90e cérémonie des Oscars, Lady Bird est nommé dans les catégories meilleur film, meilleur réalisateur et meilleur scénario original pour Gerwig, meilleure actrice pour Saoirse Ronan et meilleure actrice dans un second rôle pour Laurie Metcalf, mais ne remporte aucune des cinq catégories dans lesquelles il est nommé.
Aux Golden Globes, Lady Bird est nommé dans quatre catégories et en remporte deux : meilleur film musical ou comédie et meilleure actrice dans un film musical ou une comédie pour Saoirse Ronan.
Lors de la 24e cérémonie des Screen Actors Guild Awards, le film est nommé dans les catégories meilleure actrice pour Saoirse Ronan, meilleure actrice dans un second rôle pour Laurie Metcalf et meilleure distribution. Lady Bird reçoit également huit nominations à la 23e cérémonie des Critics' Choice Movie Awards, dont celles du meilleur film, de la meilleure réalisation, de la meilleure actrice, du meilleur second rôle féminin, du meilleur scénario original et de la meilleure distribution.
Lady Bird est choisi par le National Board of Review, l'American Film Institute et le magazine Time comme l'un des 10 meilleurs films de 2017,,. Dans une série d'articles consacrés aux meilleurs films des années 2010, IndieWire classe Lady Bird à la 10e place des meilleurs films de la décennie. Consequence of Sound le classe 90e, Rolling Stone le classe 22e, The A.V. Club le classe 10e et Business Insider le classe 5e. Il est le 13e film le plus mentionné dans les listes des meilleurs films de la décennie, au même rang que Spider-Man: New Generation (Spider-Man: Into the Spider-Verse), selon Metacritic. En 2018, IndieWire classe le scénario de Lady Bird à la huitième place des meilleurs scénarios américains du XXIe siècle.

### Sortie en vidéo
Lady Bird sort le 13 février 2018 en édition numérique et le 6 mars en DVD et Blu-ray dans la zone 1. En France, il sort le 3 juillet en DVD et Blu-ray chez Universal Pictures France,. Selon des estimations, au 11 mars 2018, aux États-Unis, le revenu des ventes de DVD s'élève à 367 418 dollars pour 24 560 unités vendues, tandis que les 31 916 unités Blu-Ray vendues ont rapporté 637 036 dollars. L'édition DVD contient un making-of ainsi qu'un commentaire audio de Greta Gerwig et Sam Levy,.

## Analyse

### Aspects autobiographiques
« Aucun des événements du film n'a eu lieu en tant que tel, mais les émotions liées à ma famille, à mon enfance et à mon départ y sont vraies. »

— Greta Gerwig

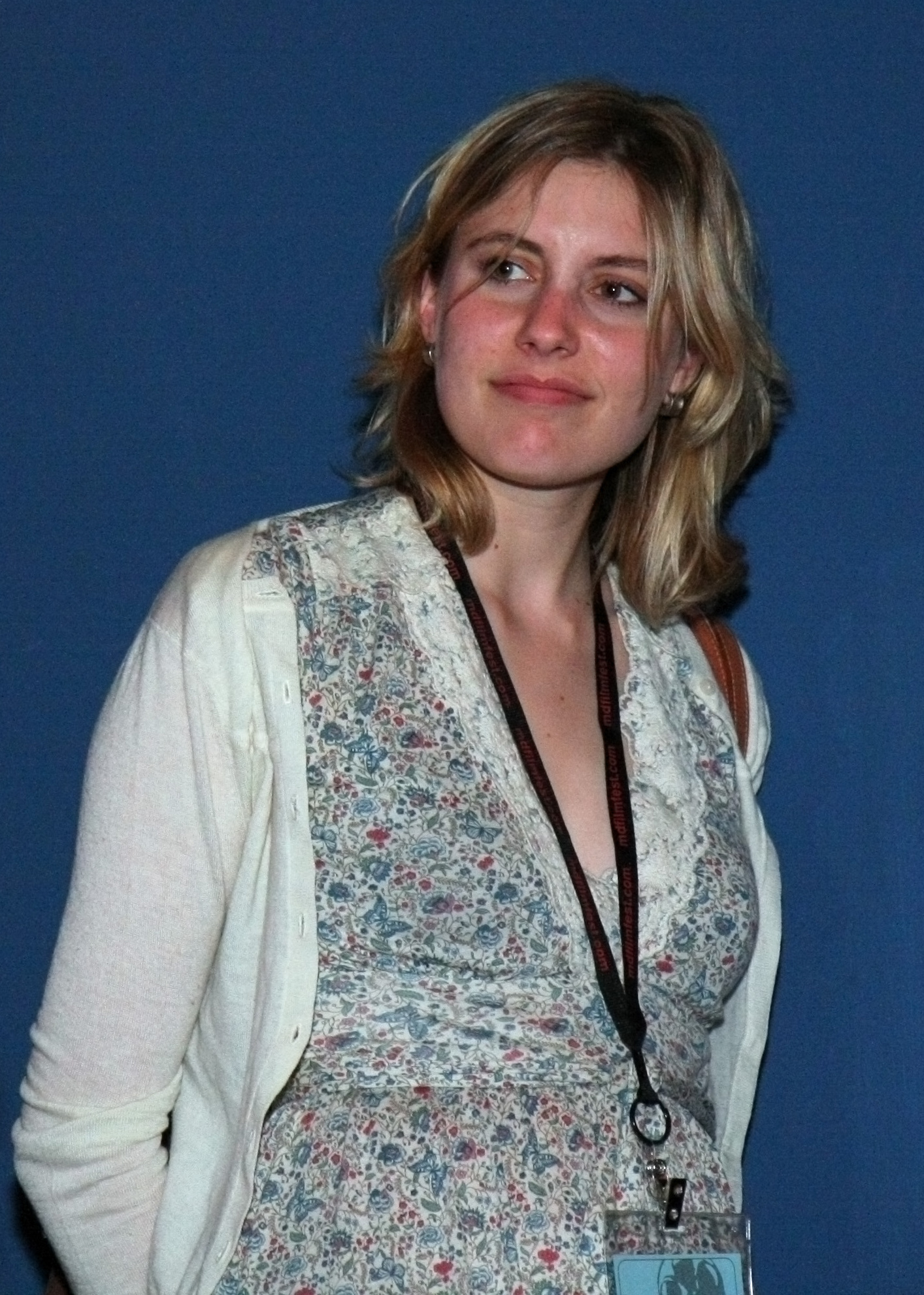
Greta Gerwig en 2008.

Greta Gerwig ne veut pas que Lady Bird soit perçu comme une œuvre autobiographique, en dépit des nombreux parallèles pouvant être établis avec sa propre jeunesse. En effet, à l'instar du personnage de Lady Bird, la réalisatrice est originaire de Sacramento, sa mère est infirmière, son père est informaticien et elle a fréquenté un lycée privé catholique. Elle nuance toutefois ce rapprochement en expliquant que le personnage de Lady Bird est l'exact opposé de son adolescence : « J'étais un enfant qui suivait les règles […] Je n'ai jamais demandé à quelqu'un de m'appeler par un autre nom ou teint mes cheveux en rouge vif quand j'étais au lycée »,.
Si Lady Bird reflète certains éléments de son propre passage à l'âge adulte, la cinéaste tenait à ne pas faire une réplique exacte de son expérience au lycée et s'est simplement inspirée du cadre de sa jeunesse, si bien que les événements du film sont fictifs. Gerwig explique que « les personnages finissent par vous parler, et vous dire ce qu'ils veulent faire et ce qui est important pour eux […] D'une certaine manière, votre travail consiste autant à écrire qu'à écouter ce que ces personnages qui vous traversent vous disent »,.

### L'amour et l'attention
Dans une scène du film, la directrice du lycée de Lady Bird la félicite pour son amour de Sacramento après avoir lu sa dissertation, amour qui transparaît selon elle dans son souci du détail. Lady Bird, étonnée, affirme faire simplement attention à son environnement, ce à quoi la religieuse répond : « Ne pensez-vous pas que c'est peut-être la même chose ? L'amour et l'attention ? »,. Cette scène permet de saisir ce qui constitue selon de nombreux critiques le message principal de Lady Bird : l'amour est l'attention,,,. L'attention, que Simone Veil a décrit comme « la forme la plus rare et la plus pure de la générosité », est au centre du film,, et notamment au centre de la relation entre Lady Bird et sa mère, Marion.
En effet, leurs nombreuses disputes sont toujours motivées par l'attention que l'une porte à l'autre,,. Marion accorde à sa fille une attention constante, qui peut être envahissante et pesante, mais c'est sa façon d'aimer sa fille,. Lady Bird recherche quant à elle désespérément l'approbation de sa mère, mais son égoïsme l'empêche de réellement faire attention à son entourage en retour,,. Lady Bird ignore ainsi l'avis de sa mère en s'inscrivant dans une université de New York sans sa permission. Profondément blessée, sa mère réagit en l'ignorant à son tour, car elle sait que c'est ainsi que Lady Bird sera le plus affectée : elle la prive de son attention et donc de son amour. Arrivée à New York, Lady Bird trouve dans ses bagages des lettres que sa mère a essayé de lui écrire,. Son père les a récupérées et les lui a données parce qu'il voulait qu'elle sache combien sa mère l'aime,. Après avoir découvert ce geste attentionné, Lady Bird recommence à utiliser son prénom, Christine, et le film se termine lorsqu'elle laisse un message vocal d'excuses à sa mère, la remerciant pour tout ce qu'elle a fait pour elle. Elle fait finalement attention à sa mère.
L'attention est également au cœur de la relation entre Lady Bird et sa ville natale, Sacramento. Dans la première partie du film, Lady Bird renie ses origines, jugeant la ville ennuyeuse et peu excitante. Elle rêve alors de déménager dans une ville de culture, ce qu'elle fera par la suite en allant à New York. Cette volonté de quitter Sacramento est annoncée avant même le début du film par l'incrustation d'une citation de la romancière américaine Joan Didion, originaire de la ville : « Quiconque parle d'hédonisme californien n'a jamais passé Noël à Sacramento »,. Mais après être arrivée à New York, Lady Bird réalise son amour pour sa ville natale et ses parents,,. Elle ressent alors un vide émotionnel, car elle n'est plus à Sacramento pour faire attention à la ville. Lorsque Lady Bird, dans les derniers instants du film, repense aux fois où elle et sa mère ont conduit dans Sacramento, elle décrit la ville pour exprimer son amour pour la ville et pour sa mère,. Lady Bird a fini par s'intéresser réellement aux personnes qui l'entourent, à leur faire attention.

### Un teen movie?
Selon l'ouvrage AS Film Studies, les films sur le passage à l'âge adulte, ou teen movies, se concentrent sur une période de transition entre l'enfance et l'âge adulte, caractérisée par la nécessité de prendre des décisions sur l'avenir — concernant la famille, les amis, l'éducation, le travail, la sexualité, etc. Cette transition se déroule généralement sur une période relativement courte, chez des personnages au milieu de l'adolescence, et est axée davantage sur le dialogue et l'émotion plutôt que sur l'action. Lady Bird respecte la plupart de ces caractéristiques, bien que la période sur laquelle se déroule le film soit plutôt longue (un an). Le film dépeint aussi de nombreuses expériences caractéristiques du passage à l'âge adulte, comme avoir un petit ami, puis un autre, décrocher un diplôme, s'inscrire à l'université, se disputer avec ses parents, se faire de faux amis, perdre ses vrais amis, puis retrouver ces amitiés.
Malgré ces passages obligés, Lady Bird réussit grâce à sa spécificité à ne pas paraître trop conventionnel,. En effet, le film n'est pas seulement raconté de la perspective de l'adolescente, mais aussi de sa mère,. Une scène au début du film montre la gentillesse de Marion envers un autre patient, en l'absence de Lady Bird. Cette scène permet par la suite au spectateur d'envisager les scènes de dispute entre Lady Bird et sa mère des deux perspectives. De plus, Lady Bird constitue un des rares films sur l'adolescence à traiter en filigrane de problèmes sociétaux, ici les difficultés connues par la classe moyenne en Amérique. Le personnage de Lady Bird déclare ainsi au début du film vivre du « mauvais côté des rails » en raison de la pauvreté de sa famille, et ment à plusieurs reprises sur son domicile. Le film montre également les difficultés que représentent les coûts croissants de l'enseignement supérieur pour les familles de la classe moyenne américaine.

### Structure et rythme
De nombreux critiques ont souligné le rythme rapide de Lady Bird. Todd McCarthy de The Hollywood Reporter affirme ainsi que « le film file à toute allure, passant si vite d'une scène à l'autre qu'il risque parfois de s'apparenter à une comédie à sketches »,. Toutefois, il concède que « le sentiment de sincérité et d'authenticité éclipse toute sensation prolongée de désinvolture, de sorte que les dizaines de scènes courtes s'accumulent progressivement pour donner une vision complète et satisfaisante des pensées et émotions de Lady Bird »,.
Nick Pinkerton du magazine Sight and Sound compare quant à lui Lady Bird aux précédents films écrits par Gerwig, notamment Frances Ha (2012) and Mistress America (2015), en raison de leur structure faite d'« enchaînement de scènes courtes, dont beaucoup ne durent qu'une minute ou moins, et qui ne durent que le temps de transmettre une information, de formuler une observation sur la société, ou encore de créer une atmosphère avant de se terminer par une chute piquante, qui place souvent l'héroïne sous un jour légèrement peu flatteur »,.
Le rythme du film a aussi été critiqué. Eric Vernay de Première le juge « saccadé », regrettant que « les saynètes s'enchainent sans respiration, se percutent dans une légèreté de ton qui ne tarde pas à se teinter d’amertume » ; il compare le film à un vieux journal intime feuilleté à toute vitesse. Toutefois, il considère que les nombreux évènements du récit « balayé[s] en accéléré finit par distiller en creux un sillon plus profond, le regard mi-nostalgique mi-lucide sur une jeunesse un peu ratée, à contre-temps, car jamais savourée dans l’instant […] dans l’espoir naïf de lendemains chantants. Et quand ce lendemain arrive, forcément, on jette un œil au rétro avec une pointe de regret ».

### Références culturelles

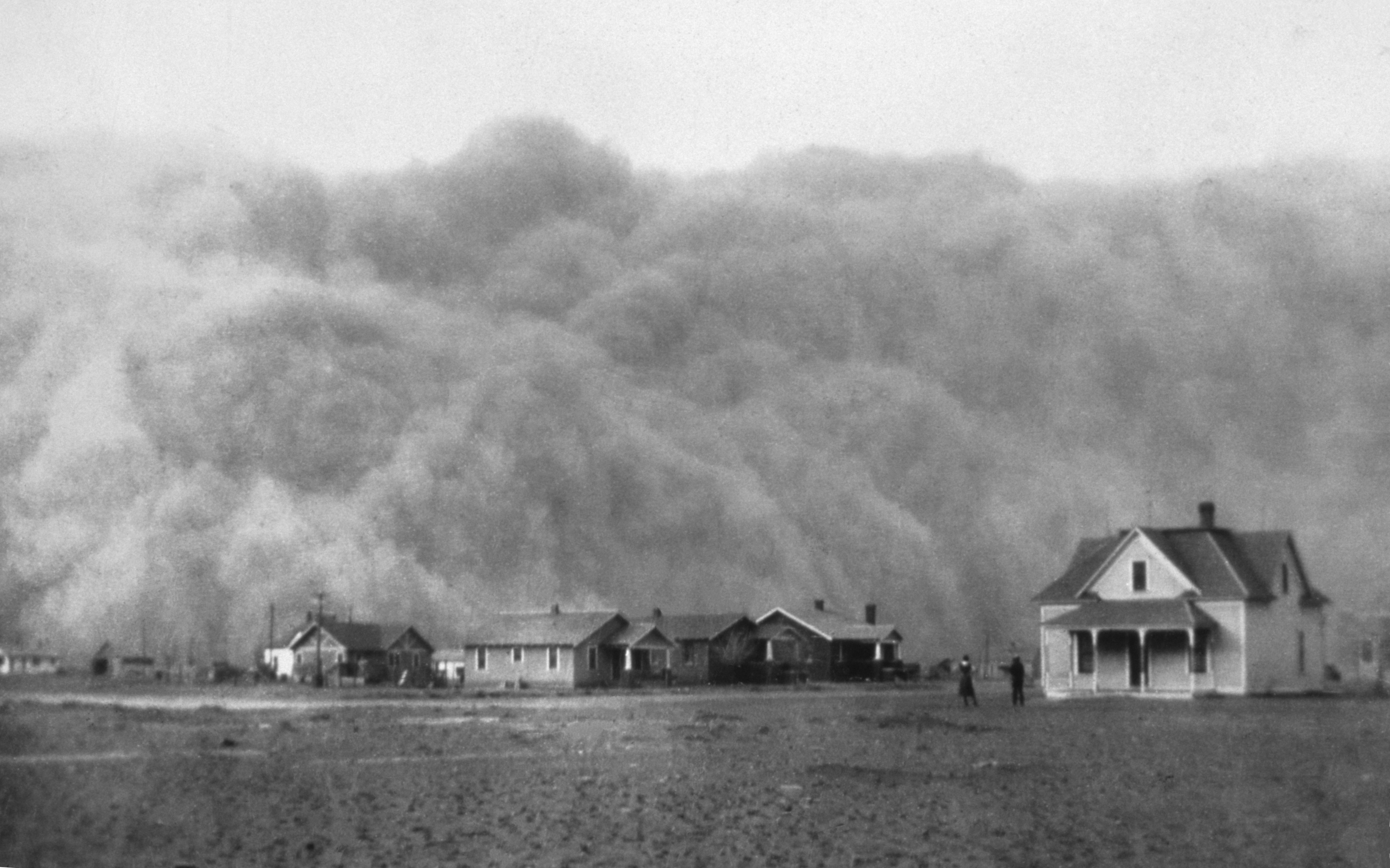
Une tempête de poussière s'approchant de Stratford, dans le Texas, en 1935.

## Postérité

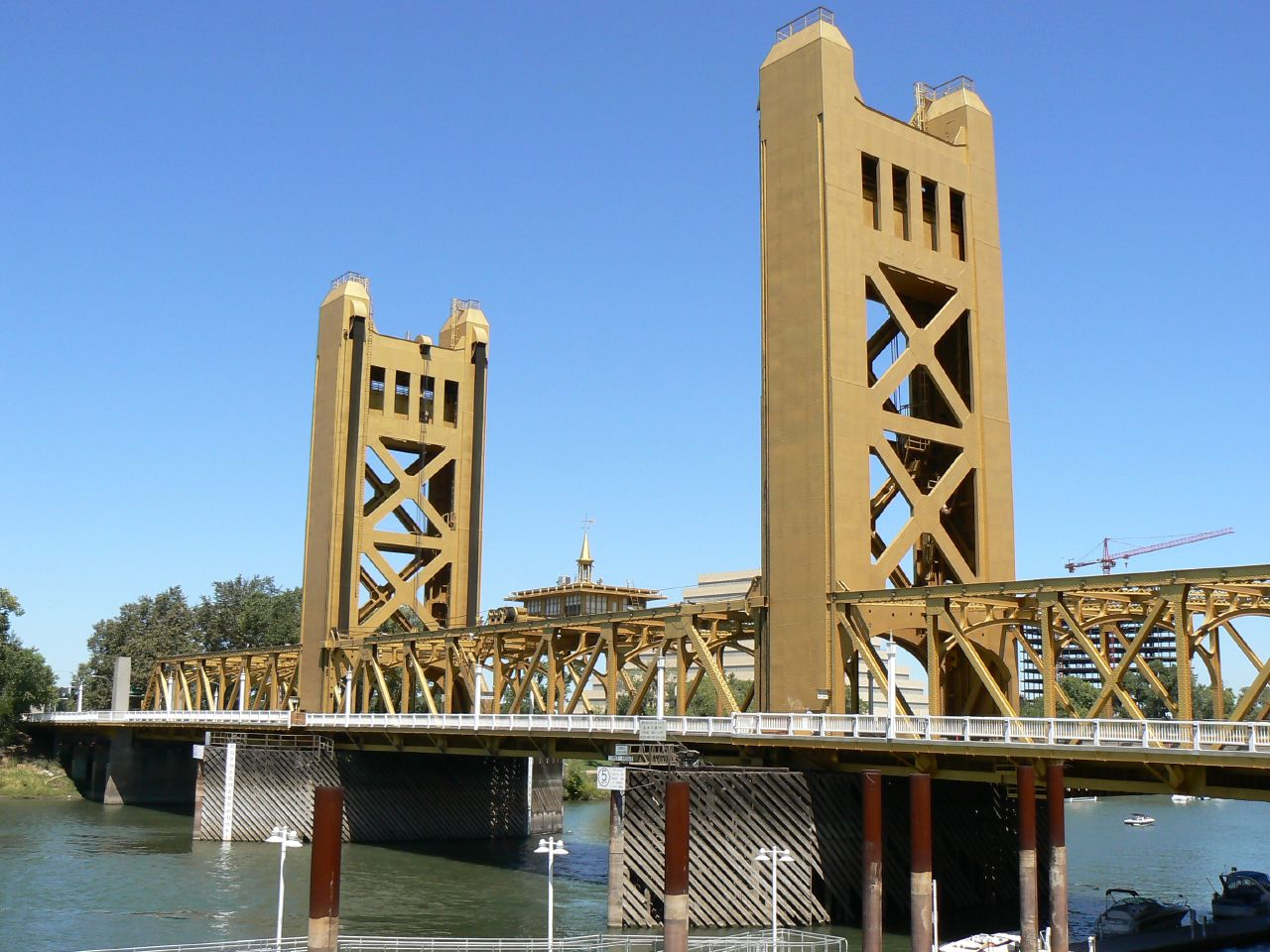
Le Tower Bridge, emblématique pont de Sacramento, montré dans une scène entre Lady Bird et son amie Julie.